# エリザベスタウン駅
エリザベスタウン駅（英語：Elizabethtown Station）は、ペンシルベニア州エリザベスタウンサウス・ウィルソン・アヴェニュー50にある駅。 

## 利用可能な鉄道路線／列車
アムトラックキーストン回廊のエリザベスタウン駅に停車する列車は下記の通り。
ピッツバーグとニューヨーク間の昼行長距離列車ペンシルベニアン号…1日1往復停車
ハリスバーグとニューヨーク間の昼行中距離列車キーストン・サービス号…1日11.5往復停車
とりわけフィラデルフィアよりエリザベスタウンを経てハリスバーグに至る区間はキーストン・サービス号により高速かつ高頻度に列車が運行されている。

## ギャラリー

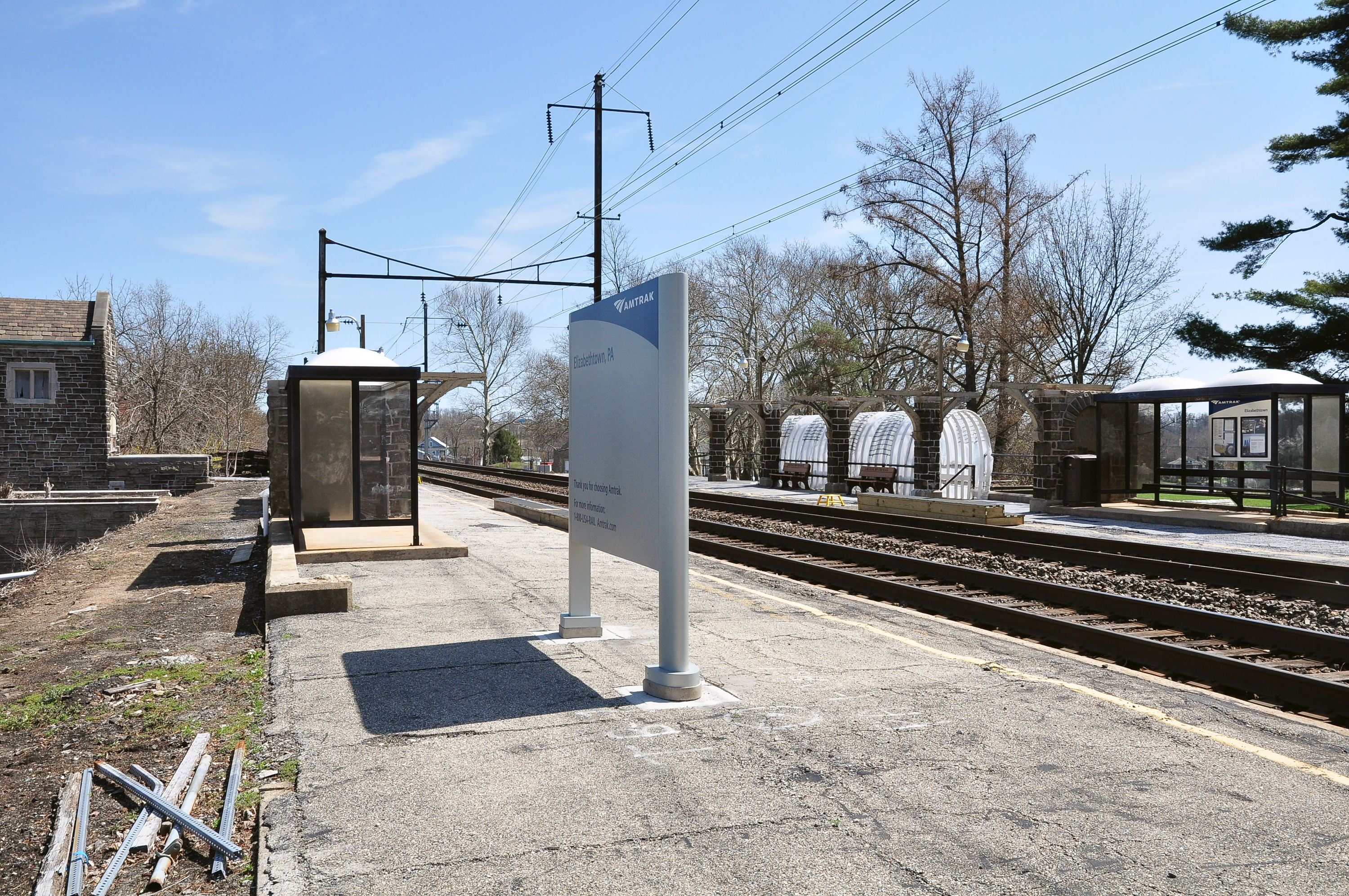
ホーム 2009年4月
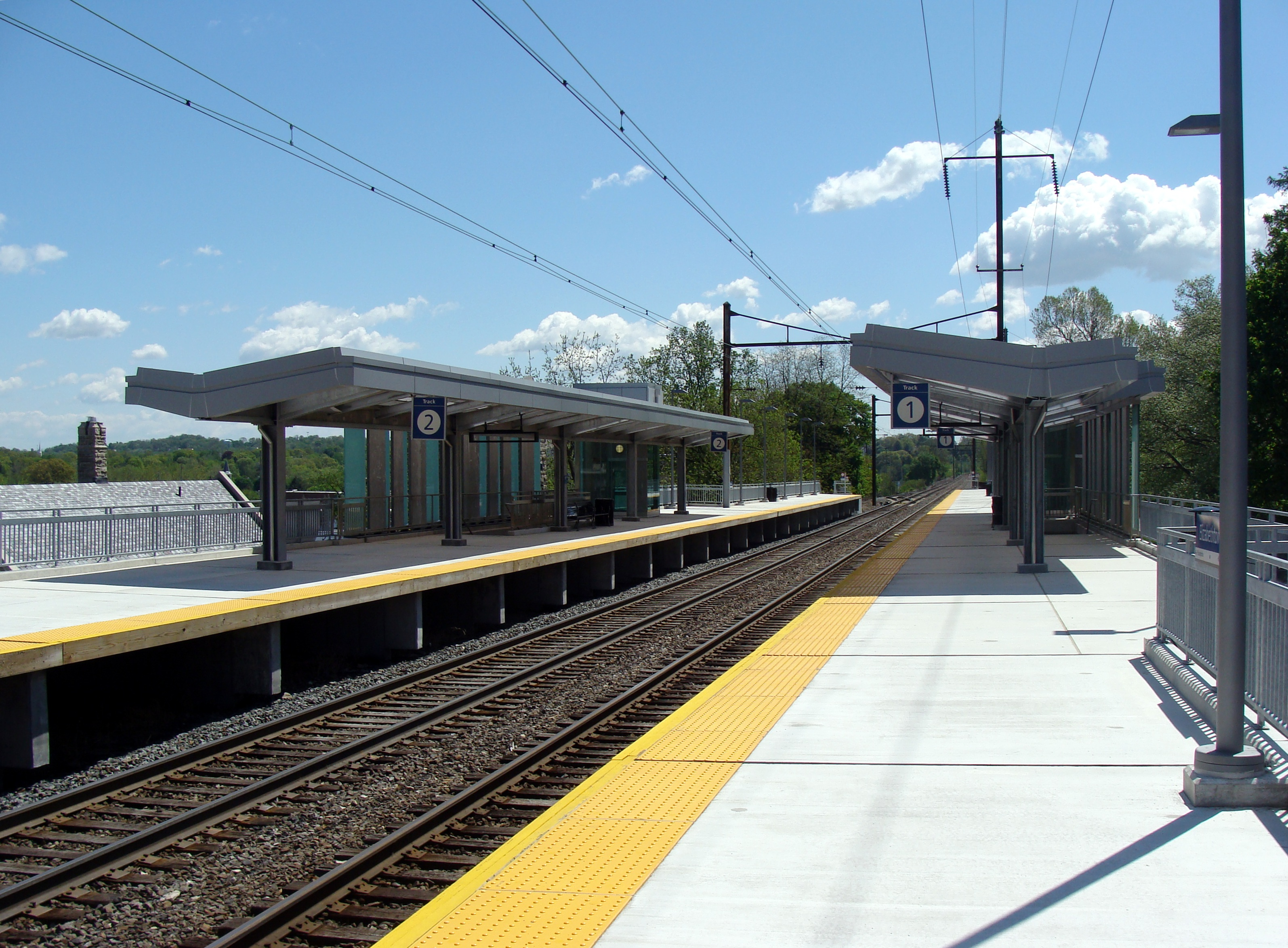
ホーム 2011年5月